# Tan Howe Liang
Tan Howe Liang (chiń. upr. 陈浩亮; chiń. trad. 陳浩亮; pinyin Chén Hàoliàng; ur. 5 maja 1933 w Shantou, zm. 3 grudnia 2024) – singapurski sztangista, srebrny medalista z Rzymu.
Reprezentował Singapur na igrzyskach olimpijskich w 1956 w Melbourne (9. miejsce w wadze lekkiej) i igrzyskach olimpijskich w 1960 w Rzymie (2. miejsce w wadze lekkiej) oraz Malezję na igrzyskach olimpijskich w 1964 w Tokio (11. miejsce w wadze średniej).
Jako reprezentant Singapuru zwyciężył w wadze lekkiej na igrzyskach azjatyckich w 1958 w Tokio i na igrzyskach Imperium Brytyjskiego i Wspólnoty Brytyjskiej w 1958 w Cardiff oraz w wadze średniej na igrzyskach Imperium Brytyjskiego i Wspólnoty Brytyjskiej w 1962 w Perth.